# Villa Ipser
Die Villa Rothenberg in Zweibrücken, am Rothenberg gelegen, ist in der Bevölkerung besser als Villa Ipser bekannt. Sie wurde 1908 für den Schuhfabrikanten Anton Ipser erbaut.

## Ensemble
Die freistehende 19-Zimmer-Villa ist von einem 7.000 m² großen Park umgeben. Das Gebäude hat drei von den angrenzenden Straßen betrachtbare Schauseiten – die vierte Seite (Ostseite) kann nur von dem anliegenden Grundstück gesehen werden – und wird von einem Turm überragt. Die originalen Holzvertäfelungen des Treppenhauses sind erhalten, Fassaden und Dach wurden in den letzten Jahren einer umfangreichen Erneuerung unterzogen. 

## Geschichte
Die Komplettrestaurierung des stark heruntergekommenen Gebäudes begann 2001. Es wurde nach dem Zweiten Weltkrieg zeitweise als Jugendherberge und dann Standortverwaltung der Bundeswehr genutzt. Nach dem gescheiterten Versuch, ein Hotel zu etablieren, verfiel das Anwesen. Die Restaurierungsarbeiten, die sich als schwierig und aufwändig erwiesen, wurden 2010 abgeschlossen. Seitdem befindet sich in der Villa eine Privatklinik für plastische Chirurgie.

## Baustil
Die Pläne für die Villa stammen von dem Zweibrücker Architekten Otto Schäfer, der das Gebäude nach ästhetischen Gesichtspunkten des späten Historismus konzipierte. Neben stilistischen Elementen nach dem Vorbild vor allem des Barock und der Renaissance verwendete der Architekt auch solche des neu aufgekommenen Jugendstils.